# Klassisk indisk musik
Klassisk indisk musik kan delas upp i:
- nordindisk klassisk musik (hindustani)
  - raga som musikspråk
  - Dhrupad sång- och instrumentalstil
  - Dhamar sångstil
  - Holi sångstil
  - Kheyal sång- och instrumentalstil
  - Thumri sång- och instrumentalstil
  - Thapa
- sydindisk klassisk musik (karnatic)
  - Kritan sångstil
  - Bhayan religiös sångstil